# Meidericher Spielverein Duisburg 2018-2019 (femminile)
Questa voce raccoglie le informazioni riguardanti il Meidericher Spielverein Duisburg  nelle competizioni ufficiali della stagione calcistica 2018-2019.

## Stagione
Nella stagione 2018-2019 l'MSV Duisburg, allenato da Thomas Gerstner, concluse il campionato di Frauen-Bundesliga al 9º posto raggiungendo così la salvezza, mentre in coppa di Germania fu eliminato agli ottavi di finale dal Turbine Potsdam.

## Divise e sponsor
La scelta cromatica delle maglie era la stessa dell'MSV Duisburg maschile. Il main sponsor era XTiP, mentre quello tecnico, fornitore delle tenute di gioco, era Capelli Sport.
| Casa | Trasferta | Terza divisa |

## Organigramma societario
Staff tecnico come da sito ufficiale.
Area tecnica
- Allenatore: Thomas Gerstner
- Allenatore in seconda: Robert Augustin
- Allenatore dei portieri: Marc Ernzer

## Rosa
Rosa, ruoli e numeri di maglia come da sito ufficiale, aggiornati al 6 ottobre 2018.
| N. |                          | Ruolo | Calciatrice            |
| -- | ------------------------ | ----- | ---------------------- |
| 1  | Germania (bandiera)      | P     | Meike Kämper           |
| 3  | Irlanda (bandiera)       | D     | Claire O'Riordan       |
| 5  | Nuova Zelanda (bandiera) | D     | Meikayla Moore         |
| 6  | Germania (bandiera)      | D     | Pia Rybacki            |
| 7  | Germania (bandiera)      | C     | Magdalena Richter      |
| 8  | Albania (bandiera)       | C     | Geldona Morina         |
| 9  | Germania (bandiera)      | A     | Dörthe Hoppius         |
| 10 | Nuova Zelanda (bandiera) | A     | Emma Rolston           |
| 11 | Polonia (bandiera)       | C     | Symela Ciesielska      |
| 13 | Giappone (bandiera)      | A     | Fuko Takahashi         |
| 16 | Germania (bandiera)      | A     | Carolin-Sophie Härling |

| N. |                     | Ruolo | Calciatrice                 |
| -- | ------------------- | ----- | --------------------------- |
| 15 | Germania (bandiera) | D     | Naomi Gottschling           |
| 17 | Germania (bandiera) | C     | Yvonne Zielinski            |
| 18 | Austria (bandiera)  | C     | Barbara Dunst               |
| 19 | Germania (bandiera) | A     | Antonia-Johanna Halverkamps |
| 20 | Germania (bandiera) | D     | Julia Debitzki              |
| 21 | Germania (bandiera) | C     | Sabine Stoller              |
| 22 | Germania (bandiera) | C     | Nina Lange                  |
| 27 | Austria (bandiera)  | C     | Lisa-Marie Makas            |
| 31 | Germania (bandiera) | C     | Alina Angerer               |
| 33 | Germania (bandiera) | D     | Kathleen Radtke             |

## Calciomercato

### Sessione estiva
| Acquisti | Acquisti               | Acquisti                       | Acquisti                        |
| R.       | Nome                   | da                             | Modalità                        |
| -------- | ---------------------- | ------------------------------ | ------------------------------- |
| P        | Laura Lücker           | 1. FFC Francoforte II          | definitivo                      |
| D        | Naomi Gottschling      | MSV Duisburg [Primavera B (F)] | aggregata dalle giovanili       |
| D        | Meikayla Moore         | Colonia                        | definitivo                      |
| D        | Claire O'Riordan       | Wexford Youths                 | definitivo                      |
| D        | Pia Rybacki            | MSV Duisburg II                | aggregata dalla squadra riserve |
| C        | Alina Angerer          | Frauenbiburg                   | definitivo                      |
| C        | Nina Lange             | Arminia Bielefeld              | definitivo                      |
| C        | Sabine Stoller         | Mislata                        | definitivo                      |
| A        | Carolin-Sophie Härling | Fortuna Dresda                 | definitivo                      |
| A        | Emma Rolston           | Sydney FC                      | definitivo                      |
| A        | Fuko Takahashi         | MSV Duisburg II                | aggregata dalla squadra riserve |

| Cessioni | Cessioni             | Cessioni        | Cessioni   |
| R.       | Nome                 | a               | Modalità   |
| -------- | -------------------- | --------------- | ---------- |
| P        | Lisa Klostermann     | SGS Essen       | definitivo |
| P        | Lena Nuding          | Friburgo        | definitivo |
| D        | Lucia Haršányová     | Verona          | definitivo |
| D        | Virginia Kirchberger | Friburgo        | definitivo |
| C        | Rieke Dieckmann      | Turbine Potsdam | definitivo |
| C        | Danica Wu            | SGS Essen       | definitivo |
| A        | Eshly Bakker         | Ajax            | definitivo |
| A        | Pia Rijsdijk         | ADO Den Haag    | definitivo |

### Sessione invernale
| Acquisti | Acquisti    | Acquisti | Acquisti   |
| R.       | Nome        | da       | Modalità   |
| -------- | ----------- | -------- | ---------- |
| D        | Myia Wilkes | Medkila  | definitivo |

| Cessioni | Cessioni | Cessioni | Cessioni |
| R.       | Nome     | a        | Modalità |
| -------- | -------- | -------- | -------- |
|          |          |          |          |

## Risultati

### Frauen-Bundesliga

#### Girone di andata
| Arbitro: | Duske (Leverkusen) |

|  |           |                                          |
|  | Marcatori | 33’, 67’ Oberdorf 64’ Wilde 89’ Schüller |

| Arbitro: | Derlin (Bad Schwartau) |

|                                               |           |  |
| Magull 43’ (rig.), 59’ Roord 50’ Islacker 87’ | Marcatori |  |

| Arbitro: | Stolz (Pritzwalk) |

|                                       |           |  |
| Zielinski 12’ Makas 65’ Hoppius 90+3’ | Marcatori |  |

| Arbitro: | Söder (Ingolstadt) |

|  |           |                      |
|  | Marcatori | 5’ Makas 56’ Hoppius |

| Arbitro: | Heidenreich (Bad Schwartau) |

|                            |           |               |
| Makas 41’ Hoppius 44’, 59’ | Marcatori | 8’ Oppedisano |

| Arbitro: | Rafalski (Baunatal) |

|                                          |           |             |
| Rudelić 25’ Uebach 25’, 85’ Sahlmann 58’ | Marcatori | 50’ Rolston |

| Arbitro: | Westerhoff (Bochum) |

|               |           |  |
| Vojteková 13’ | Marcatori |  |

| Arbitro: | Weigelt (Lipsia) |

|           |           |                       |
| Moore 66’ | Marcatori | 61’ Maritz 69’ Harder |

| Arbitro: | Rafalski (Baunatal) |

|                                    |           |                            |
| Billa 48’ Waßmuth 64’ Bühler 90+3’ | Marcatori | 26’, 68’ Hoppius 49’ Dunst |

| Arbitro: | Diekmann (Dortmund) |

|             |           |                                                                                                |
| Hoppius 35’ | Marcatori | 9’ (rig.) Rauch 21’ Dieckmann 34’ Gasper 40’, 45+1’ Petermann 62’ Huth 75’ Schmidt 84’ Schwalm |

| Francoforte sul Meno 5 dicembre 2018, ore 18:30 CET 11ª giornata | 1. FFC Francoforte | 0 – 0 referto | MSV Duisburg | Stadion am Brentanobad (730 spett.)\| Arbitro: \| Heimann (Gladbeck) \| |
| Arbitro:                                                         | Heimann (Gladbeck) |               |              |                                                                         |

#### Girone di ritorno
| Arbitro: | Heidenreich (Bad Schwartau) |

|                                                                                 |           |  |
| Radtke 30’ (aut.) Hegering 45+2’ Schüller 55’, 76’ Freutel 61’ Petzelberger 71’ | Marcatori |  |

| Arbitro: | Kunkel (Amburgo) |

|  |           |                                          |
|  | Marcatori | 46’ Magull 62’, 68’ Islacker 63’ Däbritz |

| Arbitro: | Derlin (Bad Schwartau) |

|                                                     |           |  |
| Schiechtl 32’ Kofler 45+1’ Nati 50’, 83’ Scholz 65’ | Marcatori |  |

| Arbitro: | Wildfeuer (Lubecca) |

|                   |           |                                                                       |
| Radtke 75’ (rig.) | Marcatori | 24’ Bühl 34’ Beck 37’ Lahr 56’ Knaak 86’ (aut.) O'Riordan 87’ Sanders |

| Arbitro: | Michel (Gau-Odernheim) |

|  |           |                 |
|  | Marcatori | 67’ Halverkamps |

| Arbitro: | Söder (Ingolstadt) |

|             |           |  |
| Hoppius 83’ | Marcatori |  |

| Arbitro: | Stolz (Pritzwalk) |

|                                 |           |                          |
| Dunst 43’ Haršányová 69’ (rig.) | Marcatori | 53’ Nikolić 61’ Prohaska |

| Arbitro: | Weigelt (Lipsia) |

|                                                       |           |  |
| Pajor 15’ Jakabfi 17’ Fischer 49’ Harder 72’ Popp 79’ | Marcatori |  |

| Arbitro: | Schwermer (Rieder) |

|                          |           |                       |
| Haršányová 26’ Makas 61’ | Marcatori | 9’ Waßmuth 44’ Dongus |

| Arbitro: | Wacker (Lehrensteinsfeld) |

|                         |           |  |
| Huth 24’ Elsig 56’, 75’ | Marcatori |  |

| Arbitro: | Diekmann (Dortmund) |

|  |           |                          |
|  | Marcatori | 7’ Freigang 24’ Pawollek |

### DFB-Pokal der Frauen
| Arbitro: | Stolz (Pritzwalk) |

|  |           | |
|  | Marcatori | 6’, 68’ Morina 14’, 23’, 40’, 44’ Zielinski 28’, 73’ Makas 30’ Hoppius 42’, 72’ Dunst 76’, 90’ Rolston 86’ O'Riordan |

| Arbitro: | Appelmann (Alzey) |

|            |           |                                      |
| Radtke 70’ | Marcatori | 4’ (rig.) Rauch 36’ Gasper 55’ Elsig |

## Statistiche

### Statistiche di squadra
| Competizione         | Punti | In casa | In casa | In casa | In casa | In casa | In casa | In trasferta | In trasferta | In trasferta | In trasferta | In trasferta | In trasferta | Totale | Totale | Totale | Totale | Totale | Totale | DR  |
| Competizione         | Punti | G       | V       | N       | P       | Gf      | Gs      | G            | V            | N            | P            | Gf           | Gs           | G      | V      | N      | P      | Gf     | Gs     | DR  |
| -------------------- | ----- | ------- | ------- | ------- | ------- | ------- | ------- | ------------ | ------------ | ------------ | ------------ | ------------ | ------------ | ------ | ------ | ------ | ------ | ------ | ------ | --- |
| Frauen-Bundesliga    | 19    | 11      | 3       | 2       | 6       | 14      | 31      | 11           | 2            | 2            | 7            | 7            | 31           | 22     | 5      | 4      | 13     | 21     | 62     | -41 |
| DFB-Pokal der Frauen | -     | 1       | 0       | 0       | 1       | 1       | 3       | 1            | 1            | 0            | 0            | 14           | 0            | 2      | 1      | 0      | 1      | 15     | 3      | 12  |
| Totale               | -     | 12      | 3       | 2       | 7       | 15      | 34      | 12           | 3            | 2            | 7            | 21           | 31           | 24     | 6      | 4      | 14     | 36     | 65     | -29 |

### Andamento in campionato
| Giornata  | 1  | 2  | 3 | 4 | 5 | 6 | 7 | 8 | 9 | 10 | 11 | 12 | 13 | 14 | 15 | 16 | 17 | 18 | 19 | 20 | 21 | 22 |
| --------- | -- | -- | - | - | - | - | - | - | - | -- | -- | -- | -- | -- | -- | -- | -- | -- | -- | -- | -- | -- |
| Luogo     | C  | T  | C | T | C | T | T | C | T | C  | T  | T  | C  | T  | C  | T  | C  | C  | T  | C  | T  | C  |
| Risultato | P  | P  | V | V | V | P | P | P | N | P  | N  | P  | P  | P  | P  | V  | V  | N  | P  | N  | P  | P  |
| Posizione | 11 | 12 | 9 | 7 | 5 | 7 | 8 | 9 | 9 | 9  | 9  | 9  | 9  | 9  | 10 | 9  | 9  | 9  | 9  | 9  | 9  | 9  |

Legenda:

Luogo: C = Casa; T = Trasferta. Risultato: V = Vittoria; N = Pareggio; P = Sconfitta.

### Statistiche delle giocatrici
| Giocatore        | Frauen-Bundesliga | Frauen-Bundesliga | Frauen-Bundesliga | Frauen-Bundesliga | DFB-Pokal der Frauen | DFB-Pokal der Frauen | DFB-Pokal der Frauen | DFB-Pokal der Frauen | Totale   | Totale | Totale      | Totale     |
| Giocatore        | Presenze          | Reti              | Ammonizioni       | Espulsioni        | Presenze             | Reti                 | Ammonizioni          | Espulsioni           | Presenze | Reti   | Ammonizioni | Espulsioni |
| ---------------- | ----------------- | ----------------- | ----------------- | ----------------- | -------------------- | -------------------- | -------------------- | -------------------- | -------- | ------ | ----------- | ---------- |
| A. Angerer       | 8                 | 0                 | 2                 | 0                 | 2                    | 0                    | 1                    | 0                    | 10       | 0      | 3           | 0          |
| S. Ciesielska    | 8                 | 0                 | 0                 | 0                 | 2                    | 0                    | 0                    | 0                    | 10       | 0      | 0           | 0          |
| J. Debitzki      | 10                | 0                 | 0                 | 0                 | 1                    | 0                    | 0                    | 0                    | 11       | 0      | 0           | 0          |
| B. Dunst         | 22                | 2                 | 1                 | 0                 | 2                    | 2                    | 0                    | 0                    | 24       | 4      | 1           | 0          |
| N. Gottschling   | 8                 | 0                 | 1                 | 0                 | 1                    | 0                    | 1                    | 0                    | 9        | 0      | 2           | 0          |
| A-J. Halverkamps | 13                | 1                 | 1                 | 0                 | 1                    | 0                    | 0                    | 0                    | 14       | 1      | 1           | 0          |
| C-S. Härling     | 2                 | 0                 | 0                 | 0                 | 0                    | 0                    | 0                    | 0                    | 2        | 0      | 0           | 0          |
| L. Haršányová    | 8                 | 2                 | 3                 | 1                 | -                    | -                    | -                    | -                    | 8        | 2      | 3           | 1          |
| M. Himmighofen   | 5                 | 0                 | 1                 | 0                 | -                    | -                    | -                    | -                    | 5        | 0      | 1           | 0          |
| D. Hoppius       | 22                | 8                 | 1                 | 0                 | 2                    | 1                    | 0                    | 0                    | 24       | 9      | 1           | 0          |
| M. Kämper        | 22                | -62               | 0                 | 0                 | 2                    | -3                   | 0                    | 0                    | 24       | -65    | 0           | 0          |
| N. Lange         | 13                | 0                 | 0                 | 0                 | 0                    | 0                    | 0                    | 0                    | 13       | 0      | 0           | 0          |
| L. Lücker        | 0                 | 0                 | 0                 | 0                 | 0                    | 0                    | 0                    | 0                    | 0        | 0      | 0           | 0          |
| L. Makas         | 14                | 4                 | 0                 | 0                 | 1                    | 2                    | 0                    | 0                    | 15       | 6      | 0           | 0          |
| M. Moore         | 20                | 1                 | 3                 | 0                 | 1                    | 0                    | 0                    | 0                    | 21       | 1      | 3           | 0          |
| G. Morina        | 18                | 0                 | 6                 | 0                 | 2                    | 2                    | 0                    | 0                    | 20       | 2      | 6           | 0          |
| C. O'Riordan     | 22                | 0                 | 4                 | 0                 | 2                    | 1                    | 0                    | 0                    | 24       | 1      | 4           | 0          |
| K. Radtke        | 20                | 1                 | 2                 | 0                 | 2                    | 1                    | 0                    | 0                    | 22       | 2      | 2           | 0          |
| M. Richter       | 14                | 0                 | 0                 | 0                 | 1                    | 0                    | 0                    | 0                    | 15       | 0      | 0           | 0          |
| P.S. Rybacki     | 13                | 0                 | 2                 | 0                 | 2                    | 0                    | 0                    | 0                    | 15       | 0      | 2           | 0          |
| E. Rolston       | 5                 | 1                 | 0                 | 0                 | 1                    | 2                    | 0                    | 0                    | 6        | 3      | 0           | 0          |
| S. Stoller       | 8                 | 0                 | 1                 | 0                 | 1                    | 0                    | 0                    | 0                    | 9        | 0      | 1           | 0          |
| F. Takahashi     | 1                 | 0                 | 0                 | 0                 | 0                    | 0                    | 0                    | 0                    | 1        | 0      | 0           | 0          |
| M. Wilkes        | 1                 | 0                 | 0                 | 0                 | -                    | -                    | -                    | -                    | 1        | 0      | 0           | 0          |
| Y. Zielinski     | 22                | 1                 | 1                 | 0                 | 2                    | 4                    | 0                    | 0                    | 24       | 5      | 1           | 0          |